# Voi rừng châu Phi
Voi rừng châu Phi (danh pháp hai phần: Loxodonta cyclotis) là một loài voi sống ở trong rừng tìm thấy ở vùng lòng chảo Congo. Nó là loài voi nhỏ nhất trong ba loài voi vẫn còn tồn tại, nhưng vẫn là một trong những loài động vật lớn nhất trên mặt đất. Voi rừng châu Phi và Voi đồng cỏ châu Phi, L. africana, từng được coi là một loài cho đến khi các nghiên cứu về di truyền chỉ ra rằng chúng tách ra khỏi nhau ước chừng 2–7 triệu năm trước. Từ con số ước chừng khoảng hơn 2 triệu cá thể trước thời kì thuộc địa ở châu Phi, số lượng loài vào năm 2015 ước chừng chỉ còn khoảng 100.000 con, chủ yếu sống trong các khu rừng Gabon. Do có tỷ lệ sinh thấp hơn, Voi rừng châu Phi mất nhiều thời gian hơn để hồi phục từ nạn săn bắt trái phép, khiến số lượng nó giảm 65% từ năm 2002 tới năm 2014. Ước chừng rằng Voi rừng châu Phi có thể tuyệt chủng trong vòng mười năm. Nếu có thể hồi phục, Voi rừng châu Phi sẽ mất gần 1 thế kỷ để ổn định.